# Gastón Gómez
Gastón Gómez (Mar del Plata, 4 marzo 1996) è un calciatore argentino, portiere del Racing Club.

## Carriera

### Club
Cresciuto nelle giovanili del Racing Club, ha esordito in prima squadra il 2 giugno 2017 in occasione del match di Coppa Sudamericana pareggiato 1-1 contro il Rionegro Águilas.

## Statistiche

### Presenze e reti nei club
Statistiche aggiornate al 13 febbraio 2025.
| Stagione           | Squadra            | Campionato         | Campionato | Campionato | Coppe nazionali | Coppe nazionali | Coppe nazionali | Coppe continentali | Coppe continentali | Coppe continentali | Altre coppe | Altre coppe | Altre coppe | Totale | Totale | Totale |
| Stagione           | Squadra            | Comp               | Pres       | Reti       | Comp            | Pres            | Reti            | Comp               | Pres               | Reti               | Comp        | Pres        | Reti        | Pres   | Reti   |        |
| ------------------ | ------------------ | ------------------ | ---------- | ---------- | --------------- | --------------- | --------------- | ------------------ | ------------------ | ------------------ | ----------- | ----------- | ----------- | ------ | ------ | ------ |
| 2016-2017          | Racing Club        | PD                 | 3          | -3         | CA              | 0               | 0               | CS                 | 4                  | -2                 | -           | -           | -           | 7      | -5     |        |
| 2017-2018          | Racing Club        | PD                 | 2          | -2         | CA              | 0               | 0               | CL                 | 0                  | 0                  | -           | -           | -           | 2      | -2     |        |
| 2018-2019          | Racing Club        | PD                 | 0          | 0          | CA+CdS          | 0               | 0               | CS                 | 0                  | 0                  | TdC         | -           | -           | 0      | 0      |        |
| 2019-2020          | Racing Club        | PD                 | 0          | 0          | CA+CdS+CdL      | 0+0+1           | -1              | CL                 | 0                  | 0                  | -           | -           | -           | 1      | -1     |        |
| 2021               | Racing Club        | PD                 | 5          | -4         | CA+CdL          | 0+3             | -3              | CL                 | 0                  | 0                  | -           | -           | -           | 8      | -7     |        |
| 2022               | Racing Club        | PD                 | 12         | -11        | CA+CdL          | 1+16            | -2 + -10        | CS                 | 5                  | -4                 | -           | -           | -           | 34     | -27    |        |
| 2023               | Vélez Sarsfield    | PD                 | 9          | -11        | CA+CdL          | 1+8             | -1 + -9         | -                  | -                  | -                  | -           | -           | -           | 18     | -21    |        |
| 2024               | San Lorenzo        | PD                 | 16         | -13        | CA+CdL          | 0+3             | -4              | CL                 | 3                  | -3                 | -           | -           | -           | 22     | -20    |        |
| 2025               | Racing Club        | PD                 | 0          | 0          | CA              | 0               | 0               | CL                 | -                  | -                  | RS          | -           | -           | 0      | 0      |        |
| Totale Racing Club | Totale Racing Club | Totale Racing Club | 22         | -20        |                 | 21              | -16             |                    | 9                  | -6                 |             | -           | -           | 52     | -42    |        |
| Totale carriera    | Totale carriera    | Totale carriera    | 47         | -44        |                 | 33              | -30             |                    | 12                 | -9                 |             | -           | -           | 92     | -83    |        |

## Palmarès

### Competizioni nazionali
- Campionato argentino: 1

Racing Club: 2018-2019
- Trofeo de Campeones de la Superliga Argentina: 1

Racing Club: 2019
- Supercopa Internacional: 1

Racing Club: 2022